# Indiezit Lipieck
Indiezit Lipieck – żeński klub piłki siatkowej z Rosji. Swoją siedzibę ma w Lipiecku. Został założony w 1994 r.